# Августо Дженіна
Августо Дженіна (італ. Augusto Genina; 28 січня 1892, Рим — 18 вересня 1957, Рим) — італійський кінорежисер та сценарист.

## Біографія
Народився 28 січня 1892 року в Римі, у заможній сім'ї — син Луїджі Дженіна і Анни Томбіні. Навчався на інженерному факультеті Римського університету, але не відчував інтересу до обраної спеціальності. За підтримки свого дядька, театрального критика Д. Олива, в 1911 році почав публікувати рецензії в римському журналі il Mondo, а також розпочав написання комедій, які його друг, Альдо де Бенедетті, запропонував віддати кінокомпанії Cines як сценарії. Таким чином в 1912 році двадцятирічний Дженіна прийшов у кіно, почавши зі сценарію для фільму Beatrice d'Este за участю Франчески Бертіні. Фільм був знятий в італійському підрозділі французької компанії Pathé — Film d'Arte Italiana. Потім в компанії Celio film створив сценарії декількох пригодницьких фільмів про індіанців і циган і, нарешті, в 1913 році зняв як режисер свій перший фільм — «Дружина його превосходительства» (La moglie di sua eccellenza) — в Барселонської філії Cines. Наприкінці 1920-х років італійське кіновиробництво опинилося у глибокій кризі, і Дженіна зняв кілька фільмів в 1928 році в Німеччині, а в 1929 році французька кінокомпанія Sofar відправила його разом з Рене Клером в Лондон вивчати звукове кіно. За підсумками цього відрядження Дженіна опублікував у французькому журналі Les Nouvelles littéraires статтю під назвою Le cinéma est mort, vive le cinéma («Кінематограф помер, хай живе кінематограф»), в якій із захопленням вітав епохальне технічне нововведення.
У 1936 році зняв фільм «Білий ескадрон» (Lo squadrone bianco) за мотивами роману французького письменника Жозефа Пейре «L'escadron blanc» про дії Іноземного легіону. Сценарій написали Дженіна, Пейре, Джино Валорі і Джино Рокка, композитором став Антоніо Веретт. Картина зроблена в «імперському» стилі і розповідає про ескадрони верблюдної кінноти (мехаристов) в Італійській Лівії під командуванням капітана Сантел у виконанні Фоско Джакетті, в розпорядження якого прибуває для подальшого проходження служби безнадійно закоханий в аристократку Крістіану лейтенант Маріо Лудовічі. Ескадрон бере участь у придушенні повстання, потрапляє в оточення, командир героїчно гине, але лейтенант, виявивши хоробрість, рятує своїх підлеглих. У фіналі в одній з лівійських фортець з'являється група італійських туристів, зокрема кохана Лудовічі, але той відмовляється повернутися разом з нею до Італії, вибираючи відданість своїм бойовим товаришам. Стрічка нагороджена Кубком Муссоліні за найкращий італійський фільм на 4-му Венеційському кінофестивалі.
У 1940 році на екрани вийшов новий фільм Дженіна «Облога Алькасара», дія якого розгортається на тлі реальних подій Громадянської війни в Іспанії, яка недавно завершилася, пов'язаних з облогою республіканцями військового училища в Толедо в 1936 році. За сюжетом багата жінка на ім'я Кармен (її грає французька актриса Мірей Бален) ховається разом з франкістами в Алькасарі і поступово перероджується за час облоги, почавши працювати на загальних підставах і доглядаючи за пораненими. Головний герой картини, капітан Вела (Фоско Джакетті) виявляється здатним полюбити її тільки після того, як вона розділяє з ним фашистські цінності дисципліни і самопожертви. Хоча у фільмі витримана необхідна ідеологічна лінія, його художні якості високо оцінив Мікеланджело Антоніоні. На 8-му Венеційському кінофестивалі 1940 року картину удостоєна Кубка Муссоліні за найкращий італійський фільм.
У конкурсному показі 10-го Венеційського кінофестивалю 1942 року був представлений ще один пропагандистський фільм Дженіна — «Бенгазі». Сюжет заснований на події 57-денний британської окупації лівійського міста Бенгазі в 1942 році і був знятий на натурі з блискавичною швидкістю перш, ніж в 1943 році британські війська повернулися в це місто. У головній ролі капітана Берті знову знявся Фоско Джакетті, а у Венеції Дженіна отримав за цей фільм ще один свій Кубок Муссоліні за найкращий італійський фільм. Джакетті отримав кубок Вольпі за найкращу чоловічу роль; хоча картина зроблена в жанрі патріотичного військового кіно, її особливістю є висвітлення ролі італійських жінок у житті африканської колонії і під час війни. Сюжет об'єднує чотири історії про долі не схожих одна на одну жінок у період британської окупації. Капітан Берті переконує свою дружину Карлу, проти її волі, бігти з Бенгазі від наступаючих англійців, але в дорозі їх маленький син отримує смертельне поранення. Італійський агент, офіцер Філіппо, отримує згоду молодої наукової співробітниці Джуліани на шлюб, але його заарештовує англійська контррозвідка. Літня селянка знаходить свого сліпого сина і повертається разом з ним на ферму, але виявляє, що англійці вбили її чоловіка. Молода повія Фанні ризикує життям заради пораненого солдата, який обіцяє одружитися з нею після повернення в Італію. У фіналі італійські війська повертаються в Бенгазі, і на екрані розвіваються італійський і нацистський прапори.
Після повалення фашистського режиму і виходу Італії з війни у вересні 1943 року Дженіна залишився в Римі і відмовився співпрацювати з Італійської соціальної республікою. Після вимушеної паузи зняв фільм «Небо над болотом», присвячений долі Марії Горетті, який в 1949 році на 10-му Венеційському кінофестивалі отримав Міжнародний приз за режисуру, Приз Ради міністрів і Срібну стрічку за режисуру.
Останнім фільмом режисера стала франко-італійська сентиментальна комедія Frou-Frou в 1955 році з Луї де Фюнесом в одній з ролей (ця стрічка відома під назвою «Шелест»).
Помер 18 вересня 1957 року в Римі внаслідок ендокардиту.